# 1-羟基-7-氮杂苯并三唑
1-羟基-7-氮杂苯并三唑（简称HOAt）是一种用作肽偶联剂的三唑。它能够抑制外消旋化。
HOAt的熔点在213到216摄氏度之间。它是个透明且无色的液体。